# Edmund Pflugmacher
Edmund Ernst Pflugmacher (* 29. Juli 1878 in Potsdam; † 31. Januar 1945 ebenda) war ein deutscher Sanitätsoffizier, zuletzt Generalstabsarzt der Wehrmacht.

## Leben
Edmund Pflugmacher war ein Sohn des späteren Generalarztes Ernst Pflugmacher. Er besuchte das Königliche Gymnasium zu Spandau, die Königliche Ritterakademie in Brandenburg und das Königliche Gymnasium in seiner Geburtsstadt Potsdam. Ostern 1898 bestand er hier die Abiturprüfung. Anschließend ging er an die Kaiser-Wilhelms-Akademie für das militärärztliche Bildungswesen nach Berlin. 1899 wurde er im Pépinière-Corps Suevo-Borussia recipiert. Er schied Ende September 1902 aus der KWA aus und kam am 1. Oktober 1902 als Unterarzt zum 1. Lothringischen Infanterie-Regiment Nr. 130. Es erfolgte für ein Jahr seine Kommandierung an die Charité in Berlin. Er legte die ärztliche Staatsprüfung ab und erhielt am 6. April 1904 seine Approbation. Am 17. Mai 1904 wurde er Assistenzarzt. Vom 1. April 1905 bis 1. April 1908 war er an das Urban-Krankenhaus in Berlin kommandiert. Hier wurde er am 21. Juli 1906 zum Oberarzt befördert. 1912 ging er mit der Beförderung zum Stabsarzt am 27. Januar 1912 vom Garde-Füsilier-Regiment in Berlin zum Infanterie-Regiment 151 nach Sensburg (Ostpreußen). Zeitgleich war er auch als beim I. Armee-Korps in Bischofsburg (Kreis Rößel).
1914 wurde er an der Medizinischen Fakultät der Friedrich-Wilhelms-Universität zu Berlin promoviert. In diesem Jahr war er bei der 5. Sanitätsinspektion in Danzig. Mit dem 1. Garde-Regiment zu Fuß zog er an die Westfront (Erster Weltkrieg). Bei der Rückeroberung von Reims verwundet, geriet er schon am 13. September 1914 in französische Gefangenschaft. Er wurde mit anderen verwundeten Kriegsgefangenen in die Kathedrale von Reims gebracht, welche im Verlauf der nächsten Tage von deutscher Artillerie beschossen wurde. Erst am 20. September 1914 wurden die Verwundeten in der Nacht aus der Kathedrale abtransportiert. Er erhielt das Eiserne Kreuz I. Klasse und das Lübecker Hanseatenkreuz.
Nach dem Krieg wurde er in die Reichswehr übernommen. Am 1. November 1927 zum Generalarzt befördert, war er später als Divisionsarzt bei der 5. Division in Stuttgart. Ab April 1931 war er als Nachfolger von Generalarzt Otto Napp Gruppenarzt des Gruppenkommandos 1 in Berlin. 1935 gab Pflugmacher diese Position an Generalarzt Johannes Käfer ab. Er schied aus der Reichswehr aus, wurde aber in der Wehrmacht zum 1. Oktober 1941 als Generalstabsarzt zur Verfügung gesetzt. Er war dann Korpsarzt beim Stellvertretenden Generalkommando des VIII. Armeekorps und kam später in die Führerreserve vom Oberkommando des Heeres. Am 31. März 1943 wurde erst die mobile Verwendung und dann zum 31. August 1943 die z.V.-Stellung aufgehoben.
Pflugmacher war u. a. Mitglied der Deutschen Gesellschaft für Chirurgie.